# Onthophagus saudiensis
Onthophagus saudiensis är en skalbaggsart som beskrevs av Frey 1962. Onthophagus saudiensis ingår i släktet Onthophagus och familjen bladhorningar. Inga underarter finns listade i Catalogue of Life.